# Davis Love III
Davis Love III (Charlotte, North Carolina, 13 april 1964) is een professioneel golfer uit de Verenigde Staten.
Davis Love III is de zoon van Davis M Love Jr en Helen Penta Burgin. Zijn vader, een voormalige golfprofessional, had net de Masters gespeeld voordat zijn zoon geboren werd.

## Amateur
Davis ging naar school op de Glynn Academy in Brunswick en studeerde van 1983 - 1985 aan de Universiteit van North Carolina. In die periode staan zes overwinningen op zijn naam.

### Gewonnen
1984: ACC Kampioenschap, North and South Amateur

### Teams
- Walker Cup: 1985

## Professional
Na zijn studie werd Davis Love professional. Hij won het Amerikaanse PGA Kampioenschap in 1997, werd tweede bij de Masters in 1995 en 1999 en het US Open in 1996. Bij de WGC-toernooien behaalde hij tien top-10 resultaten.
Davis Love woont met zijn vrouw Robin op St Simons Island, waar in 1992 de Walker Cup gespeeld werd. In oktober 2010 zal daar de eerste editie van de McGladrey Classic plaatsvinden, georganiseerd door de Davis Love Foundation. Het toernooi zal deel uitmaken van de PGA Tour's Fall Series.
In 1994 richtte Davis samen met zijn broer Mark een bedrijf op om golfbanen te ontwerpen. Hun eerste baan was de Ocean Creek in South Carolina.
In 1997 publiceerde hij zijn eerste boek: Every shot I take, een eerbetoon aan de lessen van zijn vader.

### Gewonnen

#### US PGA Tour
- 1987: MCI Heritage Golf Classic (-13)
- 1990: The International (14 pts)
- 1991: MCI Heritage Golf Classic -13
- 1992: The Players Championship (-15), MCI Heritage Golf Classic (-15), KMart Greater Greensboro Open (-12)
- 1993: Infiniti Tournament of Champions (-16), Las Vegas Invitational (-29)
- 1995: Freeport-McMoRan Classic (-14) na play-off tegen Mike Heinen
- 1996: Buick Invitational (-19)
- 1997: PGA Championship (-11), Buick Challenge (-21)
- 1998: MCI Classic (-18)
- 2001: AT&T Pebble Beach National Pro-Am (-16) (71-69-69-63=272) 1 stroke Vijay Singh
- 2003: AT&T Pebble Beach National Pro-Am (-14), The Players Championship (-17), MCI Heritage (-13) na play-off tegen Woody Austin, The International (46 pts)
- 2006: Chrysler Classic of Greensboro (-16)
- 2008: Children's Miracle Network Classic (-25)

#### Japan Golf Tour
- 1998: The Crowns

#### Elders
- 1990: JCPenney Classic (met Beth Daniel)
- 1992: Franklin Funds Shark Shootout (met Tom Kite), Kapalua International
- 1995: World Cup (individueel), JCPenney Classic (met Beth Daniel)
- 1996: Wendy's 3-Tour Challenge (met Fred Couples en Payne Stewart)
- 1997: Lincoln-Mercury Kapalua International
- 2000: CVS Charity Classic (met Justin Leonard), Williams World Challenge
- 2003: Target World Challenge

### Teams
- World Cup: 1992, 1993, 1994, 1995, alle gewonnen met Fred Couples
- Alfred Dunhill Cup: 1992
- Ryder Cup: 1993 (winnaars), 1995, 1997, 1999 (winnaars), 2002, 2004
- Presidents Cup: 1994 (winnaars), 1996 (winnaars), 1998, 2000 (winnaars), 2003 (tie), 2005 (winnaars)